# Eternal Love
Eternal Love is een Amerikaanse dramafilm uit 1929 onder regie van Ernst Lubitsch. Destijds werd de film in Nederland uitgebracht onder de titel De koning der bergen.

## Verhaal
In 1806 wordt een Zwitsers bergdorp bezet door de legers van Napoleon. De dorpelingen moeten hun wapens inleveren. De jager Marcus Paltran weigert zijn geweer af te geven. Hij heeft het immers nodig om zijn vriendin Ciglia te beschermen. 

## Rolverdeling
| Acteur          | Personage      |
| --------------- | -------------- |
| John Barrymore  | Marcus Paltran |
| Camilla Horn    | Ciglia         |
| Victor Varconi  | Lorenz Gruber  |
| Hobart Bosworth | Tass           |
| Bodil Rosing    | Huishoudster   |
| Mona Rico       | Pia            |
| Evelyn Selbie   | Moeder van Pia |